# フェニックス・ソーラー
フェニックス・ソーラーAG (Phoenix Solar AG) は、ドイツの太陽発電システムインテグレーション事業に関わる企業である。特に、大型太陽光発電所の設計、施工、および運転を行い、太陽光発電システム、太陽電池モジュール、および関連機器のホールセールを専門的に取り扱っている。

## 会社沿革
Phoenix Solar AG社は、もともと1994年に始められた"Bund der Energieverbraucher e.V"（英訳: "エネルギー消費者の協同組合"）のイニシアチブにより立ち上げられた。正式に会社として設立されたのは1999年11月18日であり、2000年1月7日に商業登記された。
2007年5月25日の年次総会にて、株主は社名を「Phönix SonnenStrom AG」から「Phoenix Solar AG」に改称することを承認した。Phoenix Solar AG社は、本社をドイツのミュンヘンの北西にある都市ズルツェンオースに構え、販売事業所をドイツに置いているほか、子会社がイタリア、スペイン、ギリシャ、シンガポール、およびオーストラリアにある。

## 公開会社へ
2004年11月18日から「Phoenix SonnenAktie」（同社が株式を所有）は、ミュンヘン、フランクフルト、ベルリン / ブレーメン、およびシュトゥットガルトの株式取引所で取引されている。
2005年7月27日にM: アクセスエクスチェンジ（ミュンヘン株式取引所の中小企業の部門）で株取引が開始され、Phoenix Solar AG社は、より多くの資本とより広範にわたる投資家を得るようになった。2006年6月27日、Phoenixの株式が世界でも有数の取引所、フランクフルト株式取引所（Prime Standard）に正式に上場され、取引が開始された。2008年3月からPhoenix Solarの株式は、Deutsche Börse（ドイツの株式取引機関）によりTecDAX技術系株取引でも取引されている。